# Antônio Melissa
Antônio Melissa (em latim: ; romaniz.: "a abelha"; ca. século XI) é o monge bizantino que escreveu uma compilação de frases morais chamada de Loci Communes.

## Biografia
Nada se sabe sobre Antônio. O sobrenome tradicionalmente aplicado a ele parece ter sido, na realidade, o título original de sua compilação. A compilação é geralmente chamada de Loci Communes e reúne diversas frases ou sentenças sobre virtudes e vícios. Ela é similar a uma outra obra de mesmo nome, atribuída a Máximo, o Confessor, mas que é, na realidade, de autoria de um autor anônimo. Ambas contém extratos dos primeiros Padres da Igreja e também citações de autores judeus e gentios antigos.
As duas obras tem sido geralmente publicadas juntas, no final das edições de Stobaeus.